# NGC 748
NGC 748 est une galaxie spirale située dans la constellation de la Baleine. NGC 748 a été découverte par l'astronome germano-britannique William Herschel en 1784.

## Caractéristiques
Sa vitesse par rapport au fond diffus cosmologique est de 5 403 ± 20 km/s, ce qui correspond à une distance de Hubble de 74,4 ± 5,2 Mpc (∼243 millions d'al).
À ce jour, six mesures non basées sur le décalage vers le rouge (redshift) donnent une distance de 63,183 ± 9,727 Mpc (∼206 millions d'al), ce qui est à l'intérieur des valeurs de la distance de Hubble. Notons cependant que c'est avec la valeur moyenne des mesures indépendantes, lorsqu'elles existent, que la base de données NASA/IPAC calcule le diamètre d'une galaxie et qu'en conséquence le diamètre de NGC 748 pourrait être d'environ 49,6 kpc (∼162 000 al) si on utilisait la distance de Hubble pour le calculer.
La classe de luminosité de NGC 748 est II et elle présente une large raie HI.